# Bassa de Faidella
La Bassa de Faidella és una bassa artificial del terme municipal d'Abella de la Conca, al Pallars Jussà.
Està situada al costat de llevant del Coll de Faidella, al lloc on es forma un barranc que davalla cap a la Rua i el Rialb. És entre les dues branques que forma el camí de la Rua en arribar a la carretera L-511.